# Гордеев, Владимир Дмитриевич
Влади́мир Дми́триевич Горде́ев — советский мотогонщик, участник соревнований по спидвею. Неоднократный чемпион СССР по спидвею в личном и командном зачётах, член сборной СССР, мастер спорта международного класса. Старший брат другого известного гонщика Валерия Гордеева.

## Биография
Родился в г. Мары Туркменской ССР. В 1951 году его семья переехала в Балаково Саратовской области.
Спидвеем занялся в 1964 году.

## Карьера
Спортивную карьеру начал в балаковской «Турбине». Во время службы в армии выступал за клуб «Тбилиси». Вернувшись, снова выступал за «Турбину». Позднее выступал за ленинградскую команду «Баррикада».
В сборную СССР по спидвею попал уже в 1968 году.
Пять раз попадал в финал личного чемпионата мира:
- 1970 г. — 13 место
- 1971 г. — 6 место (по другим сведениям, дисквалификация)
- 1974 г. — 17 место
- 1975 г. — являлся запасным
- 1976 г. — 16 место

Дважды выходил в финал парного чемпионата мира:
- 1973 г. — 4 место
- 1974 г. — 6 место

Неоднократно пробивался в финал Европейского первенства и Континентальные финалы мирового первенства.

## Достижения
- Чемпион СССР по спидвею в личном зачёте (1971, 1973, 1974, 1978 гг.)
- Чемпион РСФСР по спидвею в личном зачёте (1972, 1976 гг.)
- Чемпион СССР по спидвею на километровом треке (1985 г.)
- Чемпион СССР по спидвею в командном зачёте (1973, 1974, 1975, 1976, 1977, 1978 гг.)
- Чемпион командной Спартакиады народов СССР (1975 г.)
- Чемпион командной Спартакиады народов РСФСР (1975 г.)
- Серебряный призёр чемпионата мира по спидвею в командном зачёте (1971, 1975 гг)
- Серебряный призёр чемпионата Европы в личном зачёте (1970 г. )
- Серебряный призёр чемпионата СССР по спидвею (1970, 1980 гг.)
- Серебряный призёр чемпионата СССР по спидвею на километровом треке (1982, 1983 гг.)
- Серебряный призёр командного чемпионата СССР (1972 г.)
- Серебряный призёр личного чемпионата СССР среди юниоров (1969 г.)
- Серебряный призёр личной Спартакиады народов СССР (1970)
- Серебряный призёр личной Спартакиады народов РСФСР (1975)
- Серебряный призёр командного Кубка СССР по спидвею (1972)
- Серебряный призёр личного чемпионата РСФСР по спидвею (1975 г.)
- Бронзовый призёр командного чемпионата мира по спидвею (1973 г.)
- Бронзовый призёр личного чемпионата СССР по спидвею (1975, 1980 гг.)
- Бронзовый призёр личного чемпионата РСФСР по спидвею (1969, 1978 гг.)
- Бронзовый призёр личной Спартакиады народов СССР (1975, 1983 гг.)
- Бронзовый призёр командного чемпионата СССР (1983 г.)
- Бронзовый призёр командной Спартакиады народов СССР (1970 г.)